# Pteropus banakrisi
Pteropus alecto là một loài động vật có vú trong họ Dơi quạ, bộ Dơi. Loài này được Richards & Hall mô tả năm 2002.

## Hình ảnh

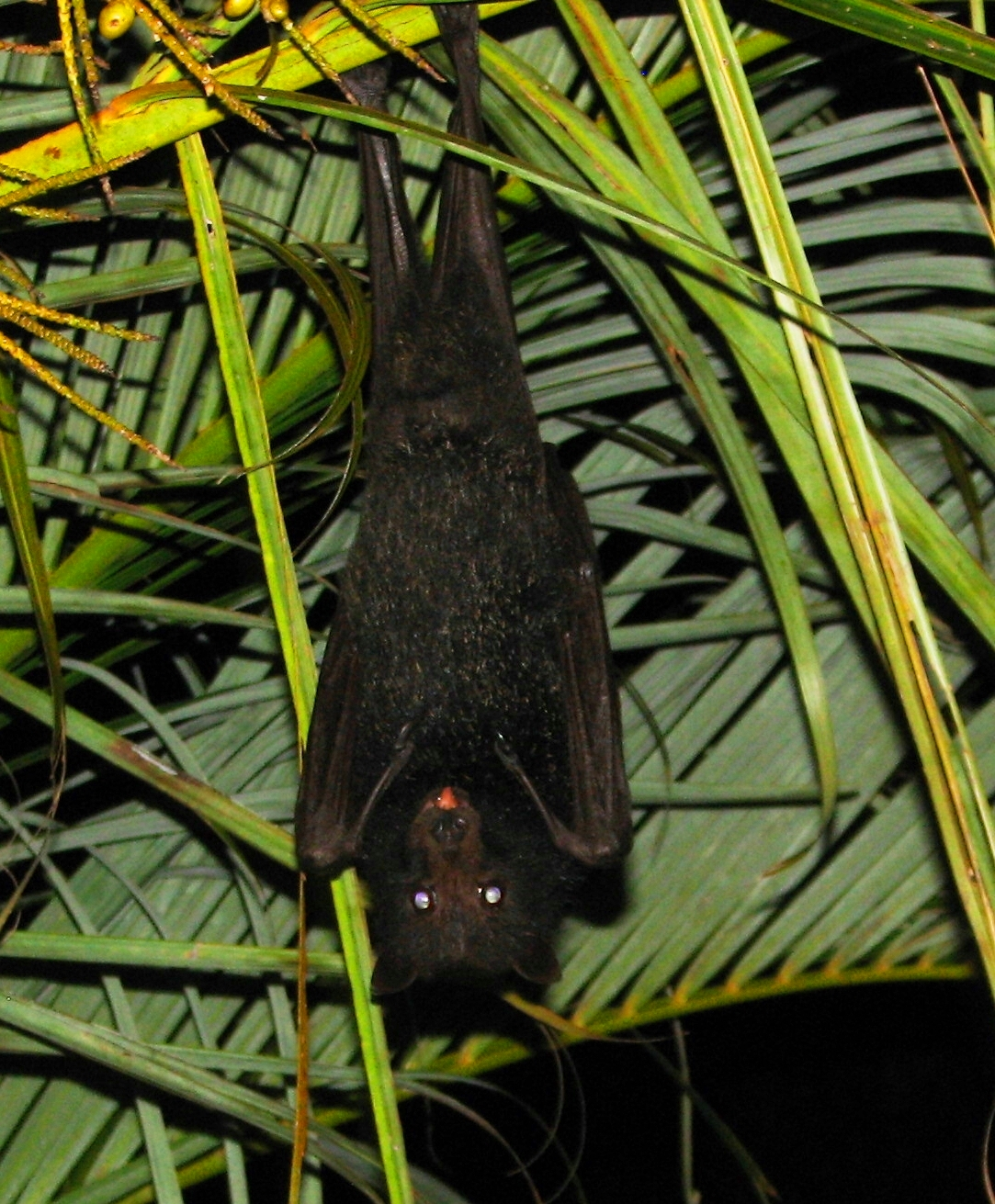
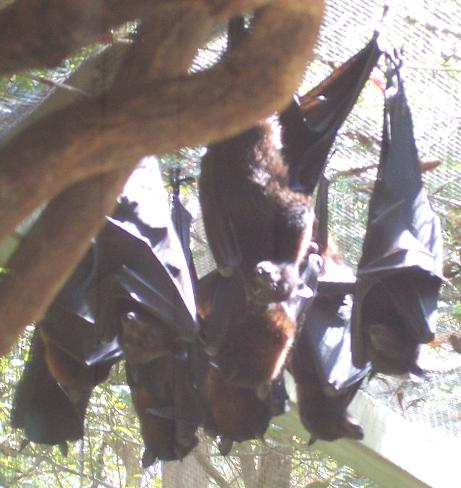
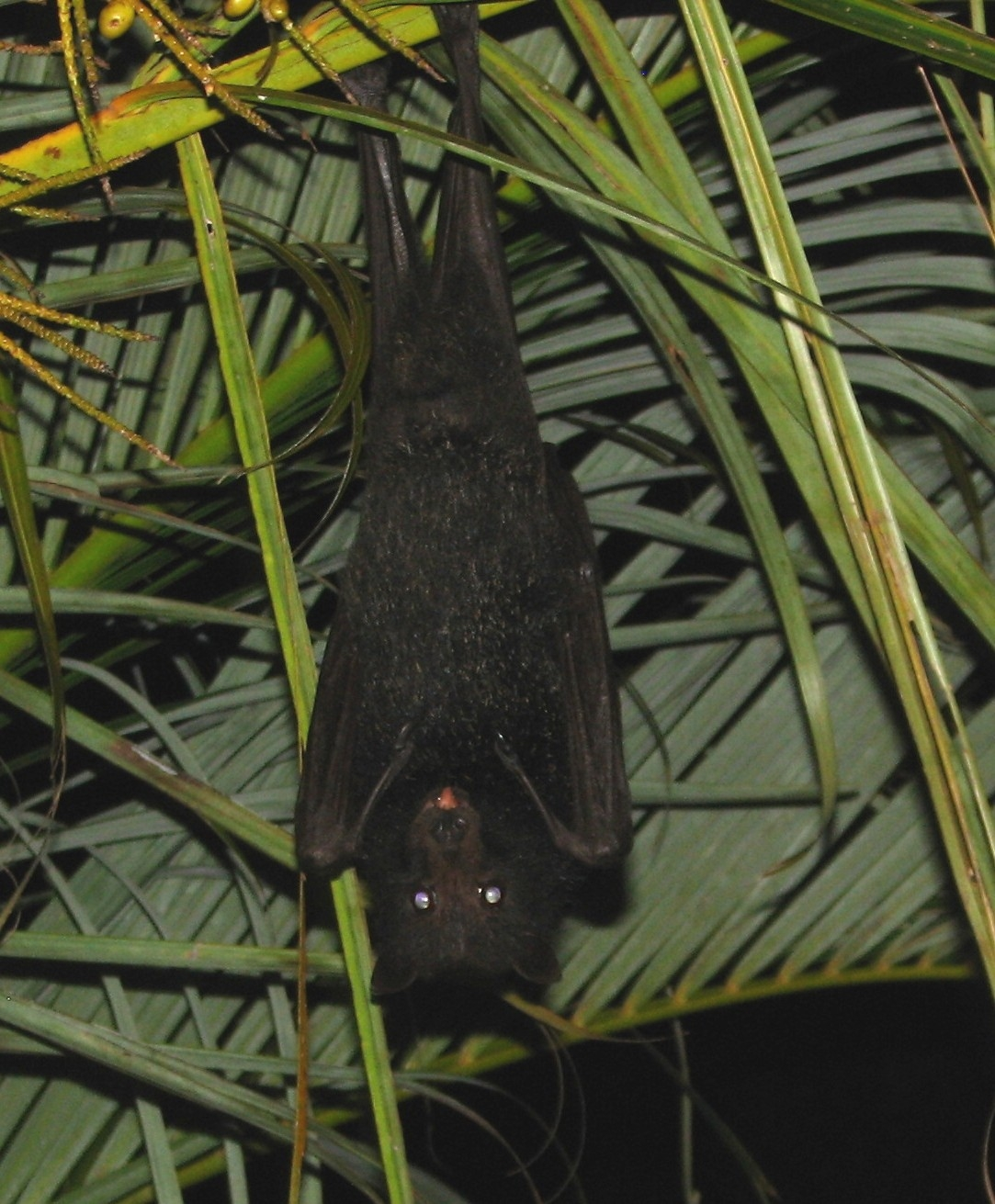
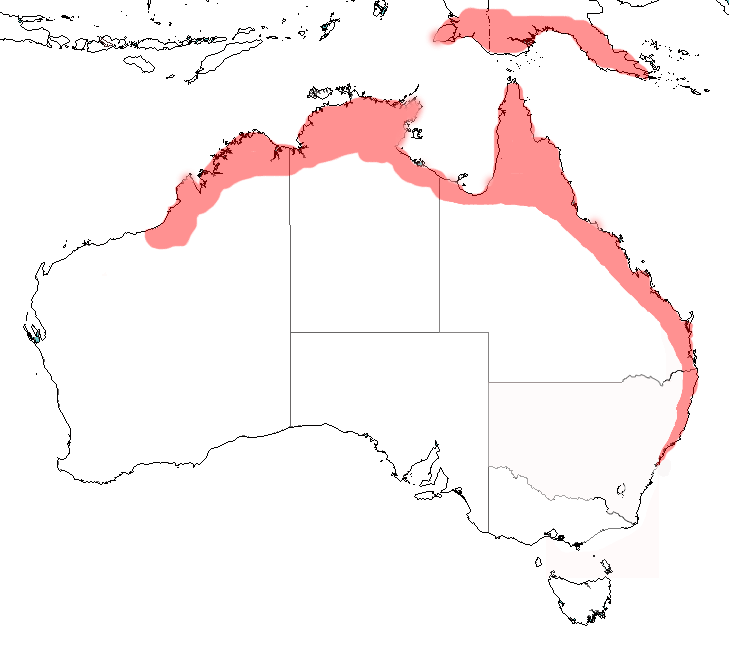